# Кырымлы, Ахмед Ихсан
Ахме́д Ихса́н Кырымлы́ (тур. Ahmed İhsan Kırımlı, крымскотат. Ahmed İhsan Qırımlı, Ахмед Ихсан Къырымлы; 23 апреля 1920 — 11 декабря 2011) — турецкий врач, политик, поэт и филантроп крымскотатарского происхождения, член Кабинета министров Турции, четырехкратный член Великого национального собрания Турции, а также президент Крымскотатарского сообщества в Турции в 1987—2011 годах. Существует литературный конкурс Ахмеда Ихсана Кырымлы.
Автор научных работ посвящённых медицинскому туризму, термальному туризму, здоровью детей и планированию семьи. Написал также книгу стихов и мемуары.

## Биография
Ахмед Ихсан Кырымлы родился в семье крымских татар, которые мигрировали в Турцию. Его прадед был муфтием общины в Бахчисарае.
В 1947 году окончил медицинский факультет Стамбульского университета. Проходил интернатуру в Лондоне. Работал врачом в некоторых больницах США. Был женат на докторе Зухал Чичек Кырымлы, у супругов было двое детей.

## Политическая деятельность
Ахмед Ихсан Кырымлы был вице-председателем Партии Справедливости на протяжении шести лет, также он входил в состав правления партии с 1962 по 1976 год. Был членом Великого национального собрания с 1961 по 1977 год. Занимал пост министра туризма Турции. После переворота 12 сентября 1980 года под руководством Кенана Эврена он стал одним из основателей Националистической демократической партии. Он служил членом Комиссии национальной безопасности и иностранных дел, председателем Национальной комиссии здравоохранения и заместителем председателя Красного полумесяца в Турции.

## Филантропическая деятельность
Узнав о депортации крымских татар, он прочитал несколько лекций в Англии и США. Он также вёл многочисленные дискуссии в конференциях Мировой антикоммунистической лиги в 1960-1970х годах. После окончания политической карьеры в 1987 году посвятил жизнь благотворительности. Был президентом Крымскотатарского сообщества в Турции в 1987—2011 годах, а также президентом Федерации болгарских, азербайджанских и крымских тюрков. Существует литературный конкурс Ахмеда Ихсана Кырымлы.

## Награды
- Орден «За заслуги» III степени (2 марта 2004 года, Украина) — за весомый личный вклад в развитие сотрудничества Украины и Турецкой Республики в гуманитарной сфере, оказание практической помощи в обустройстве крымских татар в Украине[2].
- Почётный профессор Крымского инженерно-педагогического университета, 2000.